# アレック・ジョン・サッチ
アレック・ジョン・サッチ（Alec John Such, 1951年11月14日 - 2022年6月5日）は、アメリカ合衆国ニューヨーク出身の元ベーシスト、元ミュージシャンで、かつてボン・ジョヴィのメンバーとして知られていた。

## 人物
- 身長170センチ、体重59キロ。
- 好きな色は黒。
- ケネスとダイアンの三人兄弟。父親はツィンバロム、母親はヴァイオリンを演奏していた。
- ボン・ジョヴィに創設メンバーとして加わる前は、「The Message」というバンドをリッチー・サンボラと組んでいた[3]。
- ベストアルバム『CROSSROAD』（1994年）を最後にボン・ジョヴィを脱退。その後、ニューヨークにオートバイの店を開いた[4]。マネージメント業に専念する。
- 2001年4月18日、ボン・ジョヴィのジャイアンツ・スタジアムでのライブにゲスト出演し、Wanted Dead or Alive（英語版）を演奏した。
- 2018年4月14日、ボン・ジョヴィがロックの殿堂入りを果たした際、アレックもロックの殿堂入りし、第33回「Rock & Roll Hall of Fame（ロックの殿堂）」授賞式に登壇した[5]。
- 2022年6月5日（現地時間）死去[2]。